# Garou: Mark of the Wolves
 (janvier 2025).
Si vous disposez d'ouvrages ou d'articles de référence ou si vous connaissez des sites web de qualité traitant du thème abordé ici, merci de compléter l'article en donnant les références utiles à sa vérifiabilité et en les liant à la section « Notes et références ».
Garou: Mark of the Wolves (餓狼 Mark of the Wolves, en japonais) est un jeu de combat 2D développé par SNK et sorti sur Neo-Geo MVS en 1999 et Neo-Geo AES en 2000 (NGM / NGH 253),,. Le jeu est réédité en 2001 sur Dreamcast, en 2005 sur PlayStation 2 et en 2020 sur PlayStation 4. Huitième épisode de la série Fatal Fury, il est l'un des derniers jeux de SNK avant son rachat. Garou: Mark of the Wolves est considéré comme l'un des plus grands jeux de combat.[réf. nécessaire]

## Synopsis
L’histoire de Mark Of The Wolves se déroule 10 ans après Real Bout 2. À la mort de son rival Geese Howard, Terry Bogard s'est chargé d’éduquer et d’entraîner son fils, Rock. À la recherche de la vérité sur sa défunte mère, Rock décide de participer avec Terry au "Maximum Mayhem King of Fighters", tournoi organisé par le nouveau parrain de Second Southtown, Kain R. Heinlein.

## Système de jeu
Le gameplay de Garou: Mark of the Wolves constitue un tournant dans la saga. Le principe de combat sur plusieurs plans, caractéristique de la série, est abandonné au profit d'un système avancé de parades, de contres et de feintes.
Le Just Defended permet de regagner un peu de vie et d’augmenter sa jauge de power très rapidement en parant les attaques adverses selon un timing précis. Bien maîtrisée, cette technique peut être redoutable puisqu'elle permet aussi d'enchaîner avec de puissants contres.
Le T.O.P System (Tactical Offensive Position System) consiste à sélectionner une zone précise de la barre de vie à l'écran de sélection du personnage. Lorsque cette zone est atteinte pendant les combats, une attaque spéciale peut être réalisée. Plus la barre T.O.P est réduite lors de l'exécution de cette attaque, plus celle-ci sera dévastatrice.
Les combattants disposent de Cancel. Chaque personnage possède une prise spéciale cancellable par la combinaison de touche A+B. Les possibilités de combos sont énormes avec ce système.
Marque de fabrique de la série, le système de furies est évidemment présent: le S-Power et le P-Power correspondent respectivement à la première et à l'ultime furie.
Garou: Mark of the Wolves propose quatorze personnages jouables, dont Terry Bogard.

## Accueil critique
Garou: Mark of the Wolves est régulièrement cité comme étant l'un des plus beaux jeux de combat 2D pour la finesse de ses graphismes et la très haute qualité de ses animations et de la direction artistique.

## Postérité
Parmi les personnages inédits, Quatre d'entre eux ont fait leur apparition dans l'autre série de jeu de combat du même développeur The King of Fighters : Tizoc et Gato (à partir de KOF 2003), B. Jenet (à partir de KOF XI) et Rock Howard (dans KOF XIV).
Lors de sa réédition sur PlayStation 2 en 2005 (uniquement au Japon), le jeu est proposé également dans un pack collector comprenant le NeoGeo Stick 2 dans une version Garou: Mark of the Wolves rouge avec le logo du jeu. Le jeu a également été intégré dans le Neo Geo Online Collection Complete Box vol.1.
Pour sa réédition sur PlayStation 4 en 2020, le jeu est également proposé sous forme d'édition collector reprenant l'esthétique des boites NeoGeo.

## Équipe de développement
- Producteur exécutif : H. Matsumoto
- Producteurs : S. Itoh, T. Tsukamoto
- Planificateurs : Kim-Ken, Y. Oda, Goory, I. Higemura, Yucky
- Conception des personnages : SoeSoe.F, Heitarou, Rolly.R, N. Kuroki, Futatsu.N, G. Ishidamanf, Terarin, Itokatsu, S. Sasada, Eimotsu, Yuko, D-Mtl'Uchide, K. Naoe, Gi Pinoko, Yuko.K, T. Ishikawa
- Animation des personnages : E. Ogura
- Conception des décors : M. Hirano, D. Takagi, E. Tsutsui, Tomo, Sakura-E, R. Nariai, Shimidi, Kumiko.M, C. Zanami
- Effets spéciaux : Tashiboo, T. Masami
- Conception des scènes : Kaoruru, M. Hirano, C. Zanami, A. Yamada
- Nouvelle équipe : Kohji, Z. Kadoma, Manbu, Zacky
- Programmeurs : Bo-Fukunaga, Dan-Abe, Rotten Air
- Son : Ackey, Yassun, Hori-Hori, Okan, Q-Jirou
- Conception du titre : Nao-Q
- Illustrateurs : Tonko, Arita/Ymt